# Стефан Аншо
Стефан Аншо (фр. Stéphane Henchoz; 7. септембар 1974) бивши је швајцарски фудбалер који је играо на позицији центархалфа.
Први клуб у ком је постао стандардни првотимац био је Нешател Ксамакса где је за три сезоне сакупио преко 100 наступа. Након две сезоне у Хамбургеру, отишао је Енглеску где се истакао прво у Блекберн роверсима, а потом у Ливерпулу где је одиграо преко 200 утакмица у свим такмичењима.
На репрезентативном нивоу представљао је Швајцарску на два Европска првенства.

## Трофеји
Ливерпул
- ФА куп: 2000/01.
- Лига куп Енглеске: 2000/01, 2002/03.
- ФА Комјунити шилд: 2001.
- Куп УЕФА: 2000/01.
- УЕФА суперкуп: 2001.

Селтик
- Куп Шкотске: 2004/05.